# Euxoa cycladum
Euxoa cycladum là một loài bướm đêm trong họ Noctuidae.